# Yu Zhengsheng
Yu Zhengsheng chino simplificado: 俞正声, chino tradicional: 俞正声, pinyin: Yu Zhengsheng, (* Shaoxing, 1945 -     ) es un político chino, actual Presidente del Comité Nacional de la CCPPCh. 

## Biografía
Yu Zhengsheng, nació en Shaoxing, Zhejiang, en abril de 1945. Es graduado del Instituto Militar de Ingeniería de Harbin con especialización en el diseño de misiles automatizados. Es hijo de Yu Qiwei, más conocido como Huang Jing, un político comunista, y Jin Fan, una periodista de primera línea. En diciembre de 1968 fue enviado a trabajar en Zhangjiakou hasta mediados de 1980, en el área de la ingeniería electrónica.
Fue jefe del Partido Comunista de China en Shanghái. Anteriormente fue secretario del partido en Hubei, Yu también es miembro del  Buró Político del Comité Central del Partido Comunista de China desde noviembre de 2002, y también fue elegido miembro del XVIII Comité Permanente del Buró Político del Comité Central del Partido Comunista de China en noviembre de 2012 (considerado 4° en la jerarquía).